# La hermandad de la justicia
La hermandad de la justicia (título original: The Brotherhood of Justice) es un telefilme dirigido por Charles Braverman y protagonizado por Keanu Reeves, Lori Loughlin, Kiefer Sutherland.
El telefilme es una historia basada en unos hechos reales que ocurrieron en 1985 en el R.L. Paschel High School, una escuela situada en Fort Worth, Texas, y que conmocionaron al mundo.

## Argumento
Un grupo de estudiantes debe enfrentarse todos los días a la violencia en el instituto. Por ello ese grupo decide unirse y llamarse “La hermandad de la justicia” para hacer algo al respecto. El principal fin del grupo es el de observar y vigilar correspondientemente y así enfrentarse a la violencia diaria; sin embargo, rápidamente empiezan a actuar y  de esa manera grupo acaba transformándose en otra pandilla peligrosa.
Este rápido cambio brusco hará que Derek abandone el grupo y busque una manera de destruirla.

## Reparto
| Actor             | Personaje     |
| ----------------- | ------------- |
| Keanu Reeves      | Derek         |
| Lori Loughlin     | Christie      |
| Kiefer Sutherland | Victor        |
| Joe Spano         | Bob Grootemat |
| Darren Dalton     | Scottie       |
| Evan Mirand       | Trafucante    |
| Don Michael Paul  | Collin        |
| Gary Riley        | Barnwell      |
| Billy Zane        | Les           |
| Danny Nucci       | Willie        |

## Recepción
Hoy en día la película ha sido valorada en portales cinematográficos. En IMDb, con unos 2400 votos registrados, el filme obtiene una media ponderada de 5,5 sobre 10. En cuanto a Rotten Tomatoes, los menos de 1000 votos registrados le dieron allí una valoración media de 3 de 5. También cabe destacar, que en el periódico La Vanguardia los usuarios que dieron su opinión allí le dieron a la película una aprobación del 58 %.